# 136
Glej tudi: število 136
136 (CXXXVI) je bilo prestopno leto, ki se je po julijanskem koledarju začelo na soboto.

## Dogodki
- 1. januar